# Bauernburg Stapelage
Die sogenannte Bauernburg Stapelage liegt im Ortsteil Hörste-Stapelage der Stadt Lage im Kreis Lippe (Regierungsbezirk Detmold) in Nordrhein-Westfalen. Das Gebäude befindet sich auf dem Pfarrhof der Evangelisch-reformierten Kirche Stapelage und steht unter Denkmalschutz.

## Geschichte und Beschreibung
Die Bauernburg (Fliehburg) war Teil des nahe gelegenen Gutes Stapelage, das erstmals 1185 als „curtis Stapaluga“ zusammen mit der Stapelager Kirche urkundlich erwähnt wurde.
Erbaut wurde das Gebäude wahrscheinlich im Spätmittelalter. Holzproben aus der Dachkonstruktion konnten dendrochronologisch auf 1531–33 datiert werden. Das massive Steinwerk diente als fester Speicher für Nahrungsmittelvorräte sowie den Bewohnern des Gutes als Zufluchtsort in Kriegszeiten.
Das heute noch erhaltene Gebäude aus Bruchsteinen mit zwei Etagen und schlichtem Satteldach hat einen Grundriss von ca. 5,00 m × 6,50 m. Die Außenmauern sind mit kleinen Schlitzfenstern versehen. Ein an der Ostseite angebauter Backofen stammt aus dem 17. Jahrhundert. Der ursprüngliche Eingang an der nördlichen Traufseite ist vermauert. Die heutige Eingangstür am Westgiebel ist neueren Datums.